# Телекл
Телекл (др.-греч. Τήλεκλος) — царь Спарты из рода Агиадов, сын Архелая. Правил, по мнению исследователей, в около 760—740 годов до н. э. или второй половине IX века до н. э. совместно с Никандром из рода Еврипонтидов. Колонизовал три города в Мессении, захватил три ахейских города на побережье Мессенского залива. По мнению немецкого антиковеда Франца Кихле, при нём были захвачены город Дентелиатис и мыс Тенарон. Телекл был убит в общем для мессенцев и спартанцев храме Артемиды Лимнатиды. По версии спартанцев, мессенцы, изнасиловав их женщин, убили Телека; по версии мессенцев, Телекл решил убить их первых лиц с молодыми безбородыми спартанцами, переодевшихся в женщин, и мессенцам пришлось убить их всех. Позже убийство царя стало одной из причин Первой Мессенской войны. Преемником Телекла стал его сын Алкамен.

## Биография
После Архелая царём Спарты стал его сын Телекл. Британский историк Пол Картледж относит его правление к периоду около 760—740 годов до н. э., Профессор Ирландского национального университета в Мейнуте Джордж Леонард Хаксли и немецкий историк Карл-Вильгельм Вельвей — ко второй половине IX века до н. э.. Его соправителем из рода Еврипонтидов был Никандр, сын Харилая.
Картледж отметил, что при Телекле после примерно двухвековой стагнации произошёл резкий переход от протогеометрического к позднему геометрическому стилю керамики в Лаконии за счёт внешнего влияния, в первую очередь из Коринфии и Арголиды.
Телекл колонизовал Пеаессу, Эхеи и Трагий в Мессении. Антиковед Франц Кихле считает, что царь основал «дорические колонии» в этих городах. Картледж отметил, что при Телекле Спарта контролировала юго-восточную Мессению и, вероятно, эти города были периэкскими, а их основание могло быть одной из причин Первой Мессенской войны. Он и Кихле считают маловероятным и странным, что Телекл начал колонизаторскую деятельность в Мессении до взятия его сыном Алкаменом города Гелос. Картледж отметил, что согласно седьмой главе «Описания Эллады» Павсания, этот город был завоёван, скорее всего, в X—IX веке до н. э.
При Телекле были захвачены ахейские города Амиклы, Фарис и Геранфр на побережье Мессенского залива. Жители Фариса и Геранфра ушли из Пелопоннеса на определённых условиях, в то время как жители Амикл оказали сопротивление. Спартанцы поставили памятник в честь победы над ними, считая, что она дала им наибольшую славу в то время. Амиклы были разрушены, после чего их заселили периэки. Сам город был включён в Спарту на равных правах с другими городами: он стал пятым обе. Доктор исторических наук Лариса Печатнова отметила, что Телекл совершил главный момент в объединении Лаконии. По мнению Кихле, при царе в составе Спарты также был город Дентелиатис; спартанцы продвинулись к Мессенскому заливу через долину между Ласом и Этилом, захватив мыс Тенарон.
То, что Амиклы препятствовали Спарте для продвижения на юг, Картледж назвал анахронизмом для VIII или любого другого раннего века до н. э. По его мнению, антитеза Павсания «дорийцы/ахейцы» слишком преувеличена; он отметил, что согласно археологическим исследованиям, нет основания полагать, что Спарта и Амиклы были разными в плане культуры после 900 года до н. э. Также Картледж поддерживает идею Теодора Уэйда-Гири, согласно которой Амиклы получили статус обе при Телекле в 750-х годах до н. э. после того, как они стали достаточно «дорийскими» и политически зависимым. По мнению Картледжа, что нет оснований верить в историю о завоевании города, так как она характерна для V или поздних веков до н. э., но, возможно, присоединение города не прошло без насилия, так как в тот период времени в Амиклах был культ Аполлона или Гиацинта, а в Спарте — Артемиды.
На границе Лаконии и Мессении в Лимнах располагался общий для их народов храм Артемиды Лимнатиды, где был убит Телекл. По версии спартанцев, мессенцы изнасиловали пришедших на праздник в храм их женщин, которые после этого совершили суицид из-за стыда, и убили их царя. По версии мессенцев, Телекл, побуждённый плодородием Мессении, решил убить её первых лиц на празднике в храме. Взяв молодых спартанцев, у которых не было бород, он переодел их в женщин и дал кинжалы. Мессенцы, защищаясь, убили всех лакедемонян. По их мнению, спартанцы знали о замыслах Телекла, поэтому, понимая что это несправедливость, не потребовали возмещение за убийство царя.
По Диодору Сицилийскому, Телекл правил 40 лет. После него царём Спарты стал его сын Алкамен. Убийство Телекла позже стало одной из причин Первой Мессенской войны, развязанной при его сыне Алкамене и Никандре.
Плутарх в «Изречениях спартанцев» приводит 4 высказывания царя.

## Наследие
По Павсанию, святилище Телекла располагалось в городе Спарта слева от храма Асклепия, сооружённого около Боонета, дома царя Полидора.

### Античные источники
- Диодор Сицилийский. Греческая мифология (Историческая библиотека) / перевод с древнегреческого О. П. Цыбенко. — М.: Лабиринт, 2000. — 224 с. — ISBN 5-87604-091-6.
- Павсаний. Описание Эллады / перевод с древнегреческого С. П. Кондратьева. — СПб.: Алетейя, 1996. — Т. 1. — ISBN 5-89329-006-2.
- Плутарх. Застольные беседы / Изд. подгот. Боровский Я. М., Ботвинник М. Н., Брагинская Н. В., Гаспаров М. Л., Ковалева П. И., Левинская О. Л.. — Л.: Наука, 1990. — ISBN 5-02-027967-6.
- Страбон. Страбон. ГЕОГРАФИЯ в 17 книгах. Репринтное воспроизведение текста издания 1964 г. — М.: Ладомир, 1994.

### Современные источники

#### На русском языке
- Никишин В. О. История Древнего мира. Древняя Греция: учебник для вузов. — Москва: Издательство Юрайт, 2021. — 329 с. — ISBN 978-5-534-10010-5.
- Печатнова Л. Г. Дорийское переселение. Дорийцы в Лаконии // Формирование спартанского государства (VIII—VI вв. до н. э.). — СПб.: Издательство Санкт-Петербургского университета, 1997.

#### На других языках
- Cartledge P. Sparta and Lakonia: A Regional History 1300—362 BC (англ.). — second edition. — London and New York, 2002. — ISBN 0-203-47223-3.
- Huxley G. L. Early Sparta (англ.). — London: Harvard University Press, 1962. — 164 p. — ISBN 978-0389020400.
- Kiechle F.[нем.]. Lakonien und Sparta. Untersuchungen zur ethnischen Struktur und zur politischen Entwicklung Lakoniens und Spartas bis zum Ende der archaischen Zeit (нем.). — München und Berlin: Vestigia, 1963. — Bd. 5.
- Welwei K.-W.[англ.]. Sparta: Aufstieg und Niedergang einer antiken Grossmacht (нем.). — Klett-Cotta, 2004. — 438 S. — ISBN 9783608940169.